# Christy Cabanne
Christy Cabanne, nascido William Christy Cabanne (St. Louis, Missouri, 16 de abril de 1888 – Filadélfia, Pensilvânia, 15 de outubro de 1950) foi um diretor, roteirista e ator na era do cinema mudo. Christy Cabanne foi, junto com Sam Newfield e William Beaudine, um dos diretores mais prolíficos da história do cinema norte-americano.

## Biografia
Cabanne (a pronuncia é kebeini") passou vários anos na Marinha dos EUA, deixando o serviço em 1908. Ele decidiu uma carreira no teatro, e se tornou um diretor, bem como um ator. Embora atuando foi sua principal profissão, quando finalmente entrou para a indústria cinematográfica, foi principalmente como diretor depois de aparecer em mais de 40 curtas-metragens entre 1911-14. Ele assinou contrato com a Fine Arts Co., em seguida, foi empregado como assistente de D.W. Griffith. Miriam Cooper creditou-o com a descoberta como um extra em 1912.
Sendo um autor publicado, ele foi contratado pela Metro Pictures para escrever um serial. Depois disso, ele formou sua própria empresa de produção, mas fechou-a apenas alguns anos mais tarde. Em seguida, tornou-se director de aluguer, principalmente de filmes de baixo a médio orçamento para estúdios como FBO, Associated Exhibitors, Tiffany e Pathe, embora tenha trabalhado na MGM em algumas ocasiões em meados dos anos 1920 em filmes como O Guardião (1925). Cabanne dirigiu a lendária atriz infantil Shirley Temple em The Red-Haired Alibi (1932) em seu primeiro papel já creditado em um longa-metragem.
Na década de 1930, fez vários filmes com a Universal. Na década de 1940 ele continuou a direcionar as populares imagens de "B" da Universal e se tornou disponível para produtores independentes de baixo orçamento. Em 1947 dirigiu um thriller de Bela Lugosi, Scared to Death, que foi experimental por ter sido fotografado em filme semi-profissional e econômico de 16mm. (Robert L. Lippert lançou-o em filme padrão de 35mm em 1947.)

## Vida Pessoal
Christy Cabanne era casado com Millicent Fisher. Eles tiveram dois filhos, William e uma menina chamada Audrey.